# Svetilniška ladja
Svetilniška ladja je ladja, ki ima na krovu majhen svetilniški stolp s svetilko.
Na peščenih plitvinah, ki jih morski tokovi in valovi prestavljajo, svetilniških stolpov ni mogoče graditi, ker bi jih bilo treba premeščati po vsaki spremembi. Na takih mestih lahko samo zasidrajo svetilniške ladje.